# Louis Otho Williams
Louis Otho Williams ou Louis Otto Williams, (* 16 de dezembro de 1908 Jackson, Wyoming - 7 de janeiro de 1991) foi um botânico e explorador estadunidense
Explorando a Nicarágua coletou e identificou uns 4.000 espécimens, que resultaram na publicação da Flora de Nicarágua, em 2008.
Foi curador no Departamento de Botánica do Museu de História Natural de Chicago.
Williams estudou botânica na Wyoming University com Aven Nelson. Posteriormente trabalhou na Washington University, e mais tarde no Missouri Botanical Garden.
Trabalhou intensamente na identificação de espécies no "Ames Orchid Herbarium" da Universidade de Harvard, onde foi coeditor do American Orchid Society Bulletin.

## Obras
- The Orchidaceae of Mexico. 344 pp.
- Orchids of Panama: Phragmipedium longifolium
- 1946. The Orchidaceae of Panama (Flora of Panama)
- 1941. P. trilobulata. En: Ann. Missouri Bot. Gard. 28:415, t. 20.